# Blanchetiastrum goetheoides
Blanchetiastrum goetheoides là một loài thực vật có hoa trong họ Cẩm quỳ. Loài này được Hassl. mô tả khoa học đầu tiên năm 1910.